# کمیسیون اقتصادی مجلس شورای اسلامی

کمیسیون اقتصادی مجلس شورای اسلامی یکی از کمیسیون‌های تخصصی مجلس شورای اسلامی است. این کمیسیون برای انجام وظایف محوله در محدوده اقتصاد و دارایی، بازرگانی داخل و بازرگانی خارجی تشکیل می‌شود.

## اعضا
اعضای کمیسیون اقتصادی مجلس شورای اسلامی در سال اول مجلس دوازدهم:
| ردیف | نام و نام خانوادگی  | سمت           |
| ۱    | سید شمس الدین حسینی | رئیس          |
| ۲    | مهدی طغیانی         | نایب رئیس اول |
| ۳    | جعفر قادری          | نایب رئیس دوم |
| ۴    | حاکم ممکان          | سخنگو         |
| ۵    | غلامحسین زارعی      | دبیر اول      |
| ۶    | زهرا خدادادی        | دبیر دوم      |
| ۷    | عباس پاپی زاده      | عضو           |
| ۸    | روح الله ایزدخواه   | عضو           |
| ۹    | میثم ظهوریان        | عضو           |
| ۱۰   | سید فرید موسوی      | عضو           |
| ۱۱   | حسین صمصامی         | عضو           |
| ۱۲   | رضا باقری بنابی     | عضو           |
| ۱۳   | رسول بخشی دستجردی   | عضو           |
| ۱۴   | سعید رحمت‌زاده       | عضو           |
| ۱۵   | آرا شاوردیان        | عضو           |
| ۱۶   | منوچهر متکی         | عضو           |
| ۱۷   | مصطفی مطورزاده      | عضو           |
| ۱۸   | هادی محمدپور        | عضو           |
| ۱۹   | حاکم ممکان          | عضو           |
| ۲۰   | محمد علیجانی        | عضو           |
| ۲۱   | علیرضا زندیان       | عضو           |
| ۲۲   | احمد انارکی محمدی   | عضو           |
| ۲۳   | فتح الله توسلی      | عضو           |

## یادداشت
1. ↑  «شمس‌الدین حسینی در ریاست کمیسیون اقتصادی مجلس ابقا شد». خبرگزاری تسنیم. ۲۴ تیر ۱۴۰۴.
2. ↑  ماده ۳۶آئین‌نامه داخلی ملوس شورای اسلامی، با رعایت اصلاحات، اداره کل قوانین، اسفند ۱۳۸۲
3. ↑  «اعضای کمیسیون‌های تخصصی مجلس دوازدهم مشخص شد + اسامی». خبرگزاری مهر | اخبار ایران و جهان | Mehr News Agency. ۲۰۲۴-۰۶-۳۰. دریافت‌شده در ۲۰۲۴-۰۷-۲۹.